# FA 여자 슈퍼리그의 외국인 선수 명단
FA 여자 슈퍼리그 외국인 선수 명단은 FA 여자 슈퍼리그에서 활약한 외국인 선수들의 명단이다. 이 선수들은 다음 조건을 충족해야 한다.
1. . 굵은 글씨로 표시된 선수는 현재 FA 여자 슈퍼리그에서 활동하고 있는 선수이다.
2. . FA 여자 슈퍼리그 구단과 계약했으나 FA 여자 슈퍼리그 경기에 출전하지 못한 선수는 기재하지 않는다.
3. . 영국 국적을 가지고 있는 선수(스코틀랜드, 웨일스, 북아일랜드 포함)는 기재하지 않는다. 단, 영국에서 태어났으나 성인 대표팀을 다른 나라로 선택했을 시에는 기재한다.
4. . FA 여자 슈퍼리그 구단과 계약을 했고 FA 여자 슈퍼리그 경기에 뛴 선수라도 리그에 출전하지 못한 시즌이 있으면 그 시즌은 기재하지 않는다.

## 아프리카 (CAF)

### 모로코
- 로셀라 아야네 - 브리스톨 시티 WFC, 토트넘 홋스퍼 FC 위민 - 2018-2019, 2019-

## 아시아 (AFC)

### 대한민국
- 이금민 - 맨체스터 시티 WFC, 브라이턴 & 호브 앨비언 WFC - 2019-2021, 2021-
- 지소연 - 첼시 FC 위민 - 2014-2022

### 오스트레일리아
- 매켄지 아널드 - 웨스트햄 유나이티드 FC 위민 - 2020-
- 샘 커 - 첼시 FC 위민 - 2020-

### 일본
- 나가노 후카 - 리버풀 FC 위민 - 2020-
- 하세가와 유이 - 웨스트햄 유나이티드 FC 위민, 맨체스터 시티 WFC - 2021-2022, 2022-

## 유럽 (UEFA)

### 노르웨이
- 마리아 토리스도티르 - 첼시 FC 위민, 맨체스터 유나이티드 WFC, 브라이턴 & 호브 앨비언 WFC - 2017-2021, 2021-2023, 2023-

### 네덜란드
- 자키 흐루넌 - 맨체스터 유나이티드 WFC - 2019-2022
- 질 로르트 - 아스널 WFC, 맨체스터 시티 WFC - 2019-2021, 2023-

### 스웨덴
- 헤드비그 린달 - 첼시 FC 위민 - 2015-2019

### 스페인
- 마르타 코레데라 - 아스널 WFC - 2015-2016

## 북중미카리브 (CONCACAF)

### 미국
- 앨릭스 모건 - 토트넘 홋스퍼 FC 위민 - 2020

### 자메이카
- 카디자 쇼 - 맨체스터 시티 WFC - 2021-

### 캐나다
- 제시 플레밍 - 첼시 FC 위민 - 2020-2024
- 카데이샤 뷰캐넌 - 첼시 FC 위민 - 2022-